# Eriphioides purpurinus
Eriphioides purpurinus là một loài bướm đêm thuộc phân họ Arctiinae, họ Erebidae.